# Général... nous voilà !
Pour plus de détails, voir Fiche technique et Distribution.
Général... nous voilà ! est un film français réalisé par Jacques Besnard et sorti en 1978.

## Synopsis
Un déserteur et deux gendarmes se retrouvent en zone occupée en 1940. Le déserteur se retrouve en Angleterre, promu lieutenant par le général de Gaulle, et se voit confier une mission secrète.

## Fiche technique
- Réalisation : Jacques Besnard
- Scénario : Richard Balducci, Jacques Besnard, Jacques-Henri Marin
- Dialogues : Jean Amadou
- Musique : Darry Cowl, José Padilla
- Image : Marcel Grignon
- Genre : comédie
- Durée : 100 minutes
- Date de sortie : 18 octobre 1978
- Affiche : Jouineau Bourduge (France)

## Distribution
- Darry Cowl : Le Père Blanc
- Roger Dumas : Bazas
- Henri Guybet : Gen. Italo Talbo
- Philippe Ricci : Thierry Duvernois
- Pierre Tornade : Julien Berger
- Jacques Marin : Mac Goland
- Jean Amadou : Col. Royer
- Jacques Faber : Capt. Bert Colloghan
- Rolande Kalis : Madame Marguerite
- Robert Rollis : Le boulanger
- Katia Tchenko : Mireille
- Catherine Jarrett
- Corinne Lahaye : Jeanne